# Liste der Mitglieder des Senats im 28. Kongress der Vereinigten Staaten
Die Senatoren im 28. Kongress der Vereinigten Staaten wurden zu einem Drittel 1842 und 1843 neu gewählt. Vor der Verabschiedung des 17. Zusatzartikels 1913 wurde der Senat nicht direkt gewählt, sondern die Senatoren wurden von den Parlamenten der Bundesstaaten bestimmt. Jeder Staat wählt zwei Senatoren, die unterschiedlichen Klassen angehören. Die Amtszeit beträgt sechs Jahre, alle zwei Jahre wird für die Sitze einer der drei Klassen gewählt. Zwei Drittel des Senats bestehen daher aus Senatoren, deren Amtszeit noch andauert.
Die Amtszeit des 28. Kongresses ging vom 4. März 1843 bis zum 3. März 1845. Seine erste Tagungsperiode fand vom 4. Dezember 1843 bis zum 17. Juni 1844 in Washington, D.C. statt, die zweite vom 2. Dezember 1844 bis zum 3. März 1845.

## Zusammensetzung und Veränderungen
Im 27. Kongress saßen am Ende seiner Amtszeit 29 Whigs und 20 Demokraten, drei Sitze waren vakant. Bei den Wahlen 1842 und 1843 gewannen die Demokraten zwei Sitze von den Whigs, so dass der Kongress mit 27 Whigs und 22 Demokraten im Senat begann, drei Sitze waren vakant. Die Nachwahlen für die vakanten Sitze fanden aber bis zur ersten Sitzungsperiode statt, wobei die Whigs zwei Sitze gewannen, die Demokraten einen. Damit lag die Mehrheit der Whigs bei 29 zu 23. Im Januar 1844 verloren die Whigs einen Sitz an die kurzlebige Law and Order Party of Rhode Island, im Dezember einen weiteren an die Demokraten. Bis März 1845 stand es damit bei 27 Whigs, 24 Demokraten und einem Senator von Law and Order. Am letzten Tag des Kongresses trat ein demokratischer Senator zurück, außerdem wurde Florida als 27. Staat in die Union aufgenommen, das Parlament hatte aber noch keine Senatoren bestimmt. Damit lag die Mehrheit zum Ende des 28. Kongresses bei 27 Whigs gegen 23 Demokraten und einen Law and Order, drei Sitze waren vakant.

## Spezielle Funktionen
Nach der Verfassung der Vereinigten Staaten ist der Vizepräsident der Vorsitzende des Senats, ohne ihm selbst anzugehören. Bei Stimmengleichheit gibt seine Stimme den Ausschlag. Da Vizepräsident John Tyler als Präsident nachgerückt war, war das Amt während des 28. Kongresses vakant. Im Gegensatz zur heutigen Praxis leitete der Vizepräsident bis ins späte 19. Jahrhundert tatsächlich die Senatssitzungen. Ein Senator wurde zum Präsidenten pro tempore gewählt, der bei Abwesenheit des Vizepräsidenten den Vorsitz übernahm. Vom 4. März bis zum 3. Dezember  1841 war weiter der vom 27. Kongress gewählte Willie P. Mangum Präsident pro tempore, er versah das Amt weiter vom 4. Dezember 1843 bis zum Ende des Kongresses am 3. März 1845. Nach der damaligen Regelung der Nachfolge des Präsidenten wäre Mangum amtierender Präsident geworden, wäre Tyler ausgefallen.

## Liste der Senatoren
Unter Partei ist vermerkt, ob ein Senator der Demokratischen Partei, der Whig Party oder der Law and Order Party of Rhode Island angehörte. Unter Staat sind die Listen der Senatoren des jeweiligen Staats verlinkt. Die reguläre Amtszeit richtet sich nach der Senatsklasse: Senatoren der Klasse I waren bis zum 3. März 1845 gewählt, die der Klasse II bis zum 3. März 1847 und die der Klasse III bis zum 3. März 1849. Das Datum gibt an, wann der entsprechende Senator in den Senat aufgenommen wurde, eventuelle frühere Amtszeiten nicht berücksichtigt. Unter Sen. steht die fortlaufende Nummer der Senatoren in chronologischer Ordnung, je niedriger diese ist, umso größer ist in der Regel die Seniorität des Senators. Die Tabelle ist mit den Pfeiltasten sortierbar.
| Senator                | Partei        | Staat          | Klasse | Datum         | Sen. | Anmerkung                                                        |
| ---------------------- | ------------- | -------------- | ------ | ------------- | ---- | ---------------------------------------------------------------- |
| William R. King        | Demokrat      | Alabama        | II     | 14. Dez. 1819 | 232  | trat am 15. April 1844 zurück                                    |
| Dixon Hall Lewis       | Demokrat      | Alabama        | II     | 22. Apr. 1844 | 414  | ernannt und gewählt als Nachfolger von King                      |
| Arthur P. Bagby        | Demokrat      | Alabama        | III    | 24. Nov. 1841 | 394  |                                                                  |
| William Savin Fulton   | Demokrat      | Arkansas       | II     | 18. Sep. 1836 | 349  | starb am 15. August 1844                                         |
| Chester Ashley         | Demokrat      | Arkansas       | II     | 8. Nov. 1844  | 415  | gewählt als Nachfolger von Fulton                                |
| Ambrose H. Sevier      | Demokrat      | Arkansas       | III    | 18. Sep. 1836 | 350  |                                                                  |
| Jabez W. Huntington    | Whig          | Connecticut    | I      | 4. Mai 1840   | 380  |                                                                  |
| John M. Niles          | Demokrat      | Connecticut    | III    | 4. März 1843  | 344  | früher im 24. bis 25. Kongress                                   |
| Richard H. Bayard      | Whig          | Delaware       | I      | 12. Jan. 1841 | 348  | früher im 24. bis 26. Kongress                                   |
| Thomas Clayton         | Whig          | Delaware       | II     | 9. Jan. 1837  | 258  | früher im 18. und 19. Kongress                                   |
| (vakant)               |               | Florida        | I      |               |      |                                                                  |
| (vakant)               |               | Florida        | II     |               |      |                                                                  |
| John M. Berrien        | Whig          | Georgia        | II     | 4. März 1841  | 264  | früher im 19. Kongress                                           |
| Walter T. Colquitt     | Demokrat      | Georgia        | III    | 4. März 1843  | 403  |                                                                  |
| Samuel McRoberts       | Demokrat      | Illinois       | II     | 4. März 1841  | 389  | starb am 27. März 1843                                           |
| James Semple           | Demokrat      | Illinois       | II     | 16. Aug. 1843 | 410b | ernannt und gewählt als Nachfolger von McRoberts                 |
| Sidney Breese          | Demokrat      | Illinois       | III    | 4. März 1843  | 402  |                                                                  |
| Albert S. White        | Whig          | Indiana        | I      | 4. März 1839  | 376  |                                                                  |
| Edward A. Hannegan     | Demokrat      | Indiana        | III    | 4. März 1843  | 404  |                                                                  |
| James T. Morehead      | Whig          | Kentucky       | II     | 4. März 1841  | 391  |                                                                  |
| John J. Crittenden     | Whig          | Kentucky       | III    | 31. März 1842 | 206  | früher im 15. und 24. bis 26. Kongress                           |
| Alexander Barrow       | Whig          | Louisiana      | II     | 4. März 1841  | 387  |                                                                  |
| Alexander Porter       | Whig          | Louisiana      | III    | 4. März 1843  | 335c | trat sein Amt nicht an früher im 23. bis 24. Kongress            |
| Henry Johnson          | Whig          | Louisiana      | III    | 12. Feb. 1844 | 216  | gewählt als Nachfolger von Porter früher im 15. bis 18. Kongress |
| John Fairfield         | Demokrat      | Maine          | I      | 7. März 1843  | 409d |                                                                  |
| George Evans           | Whig          | Maine          | II     | 4. März 1841  | 388  |                                                                  |
| William D. Merrick     | Whig          | Maryland       | I      | 4. Jan. 1838  | 367  |                                                                  |
| James Pearce           | Whig          | Maryland       | III    | 4. März 1843  | 407  |                                                                  |
| Rufus Choate           | Whig          | Massachusetts  | I      | 23. Feb. 1841 | 385  |                                                                  |
| Isaac C. Bates         | Whig          | Massachusetts  | II     | 13. Jan. 1841 | 384  |                                                                  |
| Augustus S. Porter     | Whig          | Michigan       | I      | 20. Jan. 1840 | 378  |                                                                  |
| William Woodbridge     | Whig          | Michigan       | II     | 4. März 1841  | 393  |                                                                  |
| John Henderson         | Whig          | Mississippi    | I      | 4. März 1839  | 373  |                                                                  |
| Robert J. Walker       | Demokrat      | Mississippi    | II     | 4. März 1835  | 342  |                                                                  |
| Thomas Hart Benton     | Demokrat      | Missouri       | I      | 10. Aug. 1821 | 247  |                                                                  |
| Lewis F. Linn          | Demokrat      | Missouri       | III    | 25. Okt. 1833 | 331  | starb am 3. Oktober 1843                                         |
| David R. Atchison      | Demokrat      | Missouri       | III    | 14. Okt. 1843 | 411  | ernannt und gewählt als Nachfolger von Linn                      |
| Levi Woodbury          | Demokrat      | New Hampshire  | II     | 4. März 1841  | 272  | früher im 19. bis 21. Kongress                                   |
| Charles G. Atherton    | Demokrat      | New Hampshire  | III    | 4. März 1843  | 401  |                                                                  |
| William L. Dayton      | Whig          | New Jersey     | I      | 2. Juli 1842  | 399  |                                                                  |
| Jacob W. Miller        | Whig          | New Jersey     | II     | 4. März 1841  | 390  |                                                                  |
| Nathaniel P. Tallmadge | Whiga         | New York       | I      | 4. März 1833  | 330  | trat am 17. Juni 1844 zurück                                     |
| Daniel S. Dickinson    | Demokrat      | New York       | I      | 30. Nov. 1844 | 416  | ernannt und gewählt als Nachfolger von Tallmadge                 |
| Silas Wright           | Demokrat      | New York       | III    | 4. Jan. 1833  | 324  | trat am 26. November 1844 zurück                                 |
| Henry A. Foster        | Demokrat      | New York       | III    | 30. Nov. 1844 | 417  | ernannt als Nachfolger von Wright                                |
| John Adams Dix         | Demokrat      | New York       | III    | 18. Jan. 1845 | 418e | gewählt als Nachfolger von Wright                                |
| Willie P. Mangum       | Whig          | North Carolina | II     | 25. Nov. 1840 | 310  | Präsident pro tempore früher im 22. bis 24. Kongress             |
| William H. Haywood     | Demokrat      | North Carolina | III    | 4. März 1843  | 405  |                                                                  |
| Benjamin Tappan        | Demokrat      | Ohio           | I      | 4. März 1839  | 375  |                                                                  |
| William Allen          | Demokrat      | Ohio           | III    | 4. März 1837  | 358  |                                                                  |
| Daniel Sturgeon        | Demokrat      | Pennsylvania   | I      | 14. Jan. 1840 | 377  |                                                                  |
| James Buchanan         | Demokrat      | Pennsylvania   | III    | 6. Dez. 1834  | 337  |                                                                  |
| William Sprague        | Whig          | Rhode Island   | I      | 5. Feb. 1842  | 395f | trat am 17. Januar 1844 zurück                                   |
| John Brown Francis     | Law and Order | Rhode Island   | I      | 25. Jan. 1844 | 413  | gewählt als Nachfolger von Sprague                               |
| James F. Simmons       | Whig          | Rhode Island   | II     | 4. März 1841  | 392  |                                                                  |
| Daniel E. Huger        | Demokrat      | South Carolina | II     | 4. März 1843  | 406  | trat am 3. März 1845 zurück                                      |
| George McDuffie        | Demokrat      | South Carolina | III    | 2. Dez. 1842  | 400g |                                                                  |
| Ephraim H. Foster      | Whig          | Tennessee      | I      | 17. Okt. 1843 | 369  | früher im 25. Kongress                                           |
| Spencer Jarnagin       | Whig          | Tennessee      | II     | 17. Okt. 1843 | 412  |                                                                  |
| Samuel S. Phelps       | Whig          | Vermont        | I      | 4. März 1839  | 374  |                                                                  |
| William Upham          | Whig          | Vermont        | III    | 4. März 1843  | 408  |                                                                  |
| William C. Rives       | Whiga         | Virginia       | I      | 18. Jan. 1841 | 322  | früher im 22. bis 23. und 24. bis 25. Kongress                   |
| William S. Archer      | Whig          | Virginia       | II     | 4. März 1841  | 386  |                                                                  |

- a) Tallmadge[4] und Rives[5] wurden ursprünglich als Demokraten gewählt.
- b) Semple trat sein Amt nach anderen Quellen erst am 4. Dezember an.[6]
- c) Porter wurde zwar gewählt, trat sein Amt aus Gesundheitsgründen aber nicht an.[7]
- d) Fairfield trat sein Amt nach anderen Quellen erst am 4. Dezember an.[8]
- e) Dix trat sein Amt nach anderen Quellen erst am 27. Januar an.[9]
- f) Sprague trat sein Amt nach anderen Quellen am 18. Februar an.[10]
- g) McDuffie trat sein Amt nach anderen Quellen am 23. Dezember an.[11]